# August Evers
August Karl Otto Evers (* 22. April 1841 in Hamburg; † 2. Juni 1904 in Kōbe) war ein deutscher Kaufmann, Unternehmer in Deutschland und Japan sowie aktiver Förderer der deutsch-japanischen Zusammenarbeit.

## Leben und beruflicher Werdegang
August Evers wurde 1841 als Sohn eines Kaufmannes in Hamburg geboren. Er wuchs in Hamburg auf, besuchte dort die Schule und begann eine Kaufmannslehre. Nach Beendigung seiner Berufsausbildung erhielt er eine Anstellung in der Hamburger Firma Wachsmuth & Krogmann. Dabei handelte es sich um eine Reederei, die zusätzlich Import- und Exportgeschäfte betrieb. Er selbst war hier in einer kleinen Agentur in Hamburg tätig. Bereits nach den ersten gesammelten Erfahrungen im Beruf hegte er den Wunsch, nach China zu gelangen, um von dort aus kaufmännisch tätig werden zu können. Deshalb wählte er sich ein Handelsschiff aus, das ihn nach Hongkong bringen sollte. Dort ging er im Frühjahr 1862 an Land.
Am 26. Oktober 1872 heiratete er in Hamburg Caroline Mathilde Hammermond († 8. Januar 1897). Aus der Ehe gingen vier Kinder hervor, die alle in Kōbe geboren wurden.

## Wirken als deutsch-japanischer Unternehmer
Auf der Überfahrt von Deutschland nach China hatte er auf dem Schiff den aus Düsseldorf stammenden deutschen Unternehmer Louis Kniffler kennengelernt, der 1859 eine Firma in Yokohama gegründet hatte. Dieser bot ihm eine Anstellung in seiner Firma in Nagasaki an, die August Evers Ende 1862 auch antrat. Da er sich recht gut in den Kreis deutscher Geschäftsleute in Yokohama hinein gefunden hatte, wurde er in dem dort ansässigen „Club Germania“ für die Jahre von 1866 bis 1868 als Präsident gewählt. Die Geschäftsentwicklung und auch sein Engagement gingen weiter voran und so erhielt er 1867 Prokura für das Unternehmen L.Kniffler & Co. Dazu wurde ihm im gleichen Jahr die Aufgabe übertragen, eine neue Niederlassung für das Unternehmen in Kōbe aufzubauen. Da ab Anfang des kommenden Jahres die japanische Regierung für ausländische Geschäftsleute den Kauf von Grundstücken anbot, erwarb er am Rande von Kōbe ein 50 ha großes Baugrundstück mit der Nr. 12. Nach dem Aufbau der Niederlassung wurde ihm die Geschäftsführung übertragen und er wurde 1868 Teilhaber der Firma L.Kniffler & Co. - Niederlassung Hyogo bei Kōbe.
Zeitgleich wurde August Evers zum Konsul des Norddeutschen Bundes und des deutschen Kaiserreiches in Hyoge ernannt. Am 18. August 1868 gründete er gemeinsam mit anderen deutschen Kaufleuten am Standort den „Club-Union“, deren Präsident er wurde. Auf Grund der sich später schwierig entwickelnden finanziellen Lage musste der Klub Mitte der 1870er Jahre wieder aufgelöst und das Klub-Gebäude verkauft werden. Um dennoch über eine gewissen Repräsentanz der deutschen Kaufmannschaft in Hyogo zu verfügen, wurden Räume im „Internationalen Club“ der Stadt angemietet. Bis 1872 hatte sich die Region um Kōbe zu einem recht attraktiven Handelsplatz für ausländische Kaufleute entwickelt. Deshalb wurde vom deutschen Generalkonsulat in Yokohama im Mai des Jahres der Vizekonsul Heinrich Johann Focke (1843–1916) zur Wahrnehmung der deutschen Vertretung nach Hyoko entsandt.
Bei einem Urlaubsaufenthalt von August Evert 1872 in Hamburg lernte er den in Yokohama tätigen Deutschen Julius Simon (1846–1893) kennen. Beide schlossen auf Grund der Gleichartigkeit ihrer Anschauungen sowie fast identischer Interessenlage hinsichtlich der Erschließung des japanischen Marktes Freundschaft und verabredeten, die in Japan beginnende Industrialisierung für den Aufbau eines gemeinsamen Unternehmens zu nutzen. Beide lösten nach der Rückkehr nach Japan ihre gegenwärtigen Verträge und gründeten die Firma Simon, Evers & Co. (SECO).  Der Eintrag im Hamburger Handelsregister erfolgte am 2. Januar 1873 unter der Nr. 13453. Zeitnah wurde auch die Anmeldung in Japan mit Niederlassungen in Kōbe und Yokohama vorgenommen. Im August des gleichen Jahres reiste August Evert zusammen mit seiner Frau nach Japan. Julius Simon verblieb vorerst, zur Organisation der Geschäftstätigkeit von Deutschland aus, noch in Hamburg. Als Leiter der Niederlassung in Yokohama wählten sie Martin Burchardt, den Cousin von Julius Simon und späteren ehrenamtliche Konsul der Gesandtschaft in Tokio, aus.
Als am 22. März 1873 die Deutsche Gesellschaft für Natur- und Völkerkunde Ostasiens (OAG) ins Leben gerufen wurde, gehörte August Evers mit zu den Gründungsmitgliedern. In den Folgejahren gab er mehrfach der Gesellschaft ideelle und finanzielle Unterstützung. Zu diesem Zeitpunkt hab er auch sein Amt als Konsul für die preußische Regierung an Johann Heinrich Focke ab.
In nur zwei Jahren gelang es den Partnern und Evers, die Geschäftsentwicklung der neu gegründeten Firma Simon, Evers & Co. (SECO) auf feste Füße zu stellen, so dass sich August Evers ab 1875 wieder voll auf die Arbeit der Niederlassung in Kōbe konzentrieren konnte. Sie erwarben als Konsignationsware von der japanischen Regierung Reis der Marke „S.E.C.“ und lieferten ihn nach Holland und Deutschland. Auf der Rücktour brachten sie Chemikalien, Farben, Drogerieartikel, Textilien, Eisendraht und Drahtstifte mit nach Japan. Durch eine enge Zusammenarbeit mit der Dampfschiff-Reederei der Kingsin-Linie waren sie auch an Schiffsverkäufen nach Japan beteiligt. Das Geschäft lief, solange bis die neu errichteten japanischen Werften selbst eine ausreichende Produktion für den Inlandbedarf erreicht hatten. Auch durch die kräftige Entwicklung der japanischen Industrie selbst, vor allem im Bereich der Chemieproduktion, der Metallverarbeitung, des Schiff- und Maschinenbaus musste sich die Firma immer wieder auf neue Handelsgüter für Japan einstellen. Das gelang auch dank guter, vorausschauender Arbeit und bald exportierte SECO komplette Maschinensysteme, Bremssysteme für die japanische Staatsbahn und elektrische Aufzüge. Selbst Heizungsanlagen, unter anderem für den Kaiserpalast, gehörten bald zur Lieferpalette. Auch der zunehmende Energiebedarf des Landes gehörte bald zum Geschäftsfeld. So lieferten sie komplette Kleinkraftwerke, Wasserturbinen, Benzinmotoren, Aufrüstungen zur Elektrifizierung der Städte.
Am 22. Oktober 1879 war August Evers mitbeteiligt an der Gründung einer Organisation für ausländische Kaufleute in Kōbe, dem „Club-Concordia“. Damit sollte Eintracht hinsichtlich gemeinsamer Interessen hergestellt, das geschäftliche Vorgehen koordiniert und ein kulturelles Zentrum als Anlaufpunkt der Kaufleute oder auch als Begegnungsstätte geschaffen werden. Im August 1882 wurde Evers als 2. Präsident gewählt und hatte dieses Amt bis 1890 inne. In seiner Geschäftszeit stiegen die Mitgliederzahlen, der Club nahm eine gesunde organisatorische und finanzielle Entwicklung. Am 3. März 1996 brannte das Club-Gebäude auf Grund eines technischen Schadens aus, konnte aber dank der Initiative seiner Mitglieder bereits am 11. November des Folgejahres wieder eröffnet werden. So groß war das Bedürfnis nach einem gemeinsamen gesellschaftlichen Mittelpunkt der in Kōbe lebenden Deutschen.
Als der Mitinhaber der Firma Simon, Evers & Co. (SECO), Julius Simon verstarb, wurden ab 1. Januar 1903 als neue Geschäftsführer Maximilian Kaufmann in Yokohama und Albert Simon, der Sohn des Bruders Georg Simon, in Kōbe eingesetzt. Bereits seit 1895 bestand eine enge Kooperation der SECO zur Firma L.Leybold Shokan mit Geschäftssitzen in Tokio und Osaka. Das Unternehmen hatte sich vor allem auf den Handel mit hochwertigen Maschinensystemen spezialisiert und trug dadurch zu einer deutlichen Anhebung des technischen KnowHows der SECO-Geschäftsfelder bei. August Evers wurde 1904 zum Teilhaber der Firma L.Leybold Shokan.
Am 2. Juni 1904 verstarb August Evers in Kōbe. Er wurde auf dem Ono-Friedhof von Kōbe neben seiner 1897 verstorbenen Ehefrau Caroline Evers beigesetzt.